# Marie Gevers

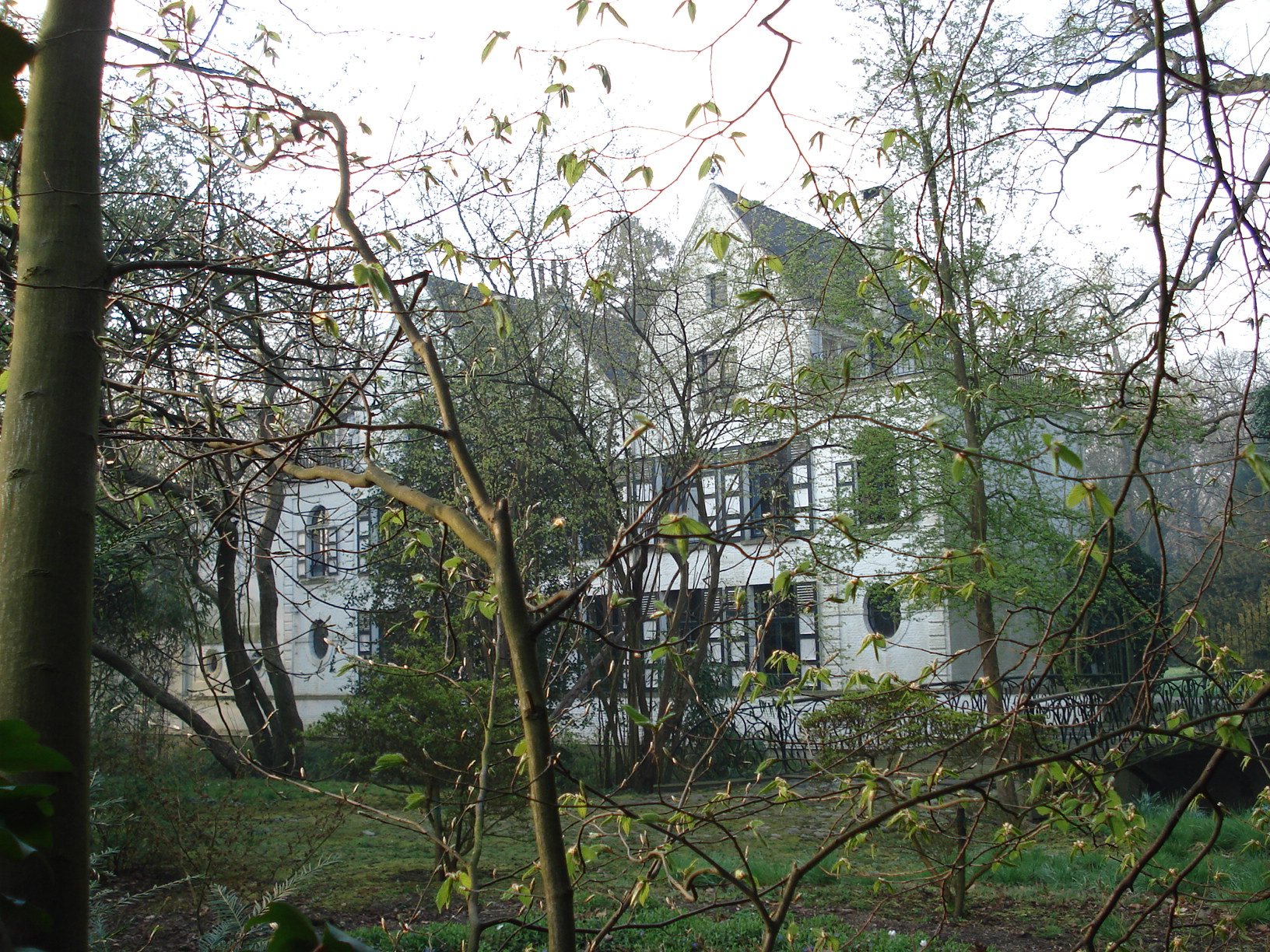
Residencia de Marie Gevers en Edegem, en 2011.Cette ancienne demeure (Missembourg) présentait une façade blanche et régulière, composée de trois pignons, dont le plus petit au milieu. (Guldentop, chap.III, 3e §.).

Marie Gevers (Edegem, 30 de diciembre de 1883-ibídem, 9 de marzo de 1975) fue una escritora flamenca en lengua francesa.

## Biografía
Educada por su madre, Marie Gevers conoció una infancia feliz rodeada de sus padres de avanzada edad y de sus cinco hermanos mayores que ella, en Edegem, provincia de Amberes. Creció –y pasó el resto de su vida- en una propiedad campestre de 7 hectáreas adquirida por sus padres en 1867 cerca del castillo medieval de Mussenborg (que ella llamaría Missembourg). Nunca asistió al colegio, su madre le enseñó francés por dictados sacados de Télémaque de Fénelon y un maestro del pueblo vecino de Mortsel le enseñó cálculo y neerlandés con escritos del poeta holandés Hendrik Tollens. 
Mostró un gran interés por la literatura leyendo obras de Julio Verne, que devoraba armada de un atlas, la Odisea, etc. A los 14 años, sabía leer con fluidez en francés, neerlandés e inglés y en menor medida en alemán gracias a una sirvienta de origen teutón. 

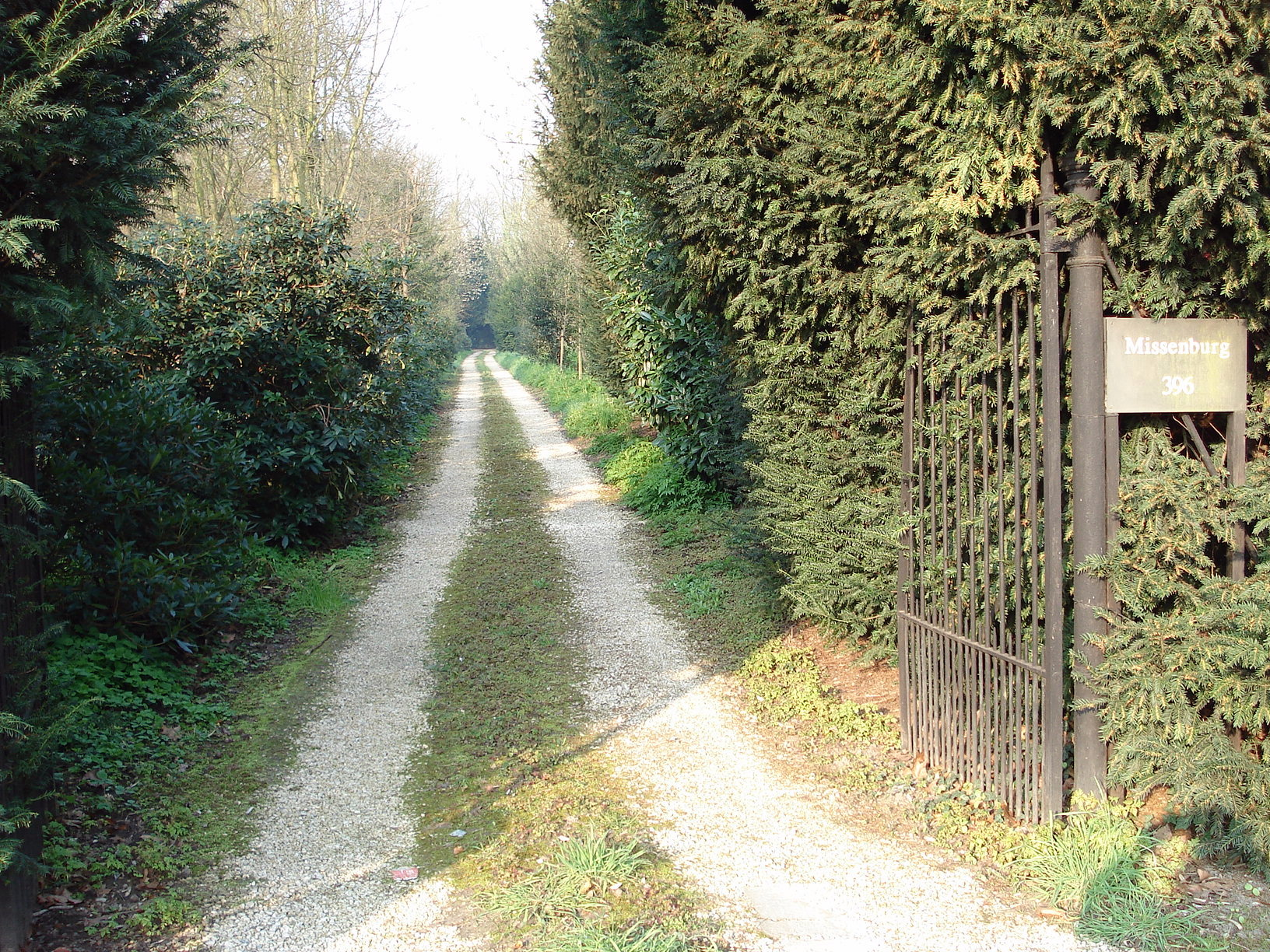
Sendero que lleva a la residencia Missembourg.

En 1908, se casó con Jan Frans Willems, sobrino del escritor Antoon Bergmann y pariente de Jan-Frans Willems, figura clave en el movimiento nacionalista flamenco, y consagró su vida a su familia, por lo que se la conocía como la señora del castillo de Missembourg. Tuvo dos hijos varones (de los que uno murió en la guerra) y una hija cuyo nacimiento le inspiró el poemario Antoinette.
Escribió toda su obra en francés, a pesar de que sus orígenes eran flamencos, e incluso campesinos: su abuelo paterno era el hijo de un agricultor de Zolder, en la provincia de Limburgo, su abuelo materno era el hijo de un agricultor rico de Reet, un pueblo a cinco kilómetros al sur de Edegem. Cuanto le preguntaron sobre este asunto, la autora contestó que su abuelo de Zolder, que tenía un negocio de achicoria y azúcar en Amberes, había visto cómo su negocio se truncaba por el cierre del curso del Escalda por parte de los holandeses en 1839, y decidió educar a sus hijos en francés. En lo que respecta a su familia Tuyaerts de Reet, se debía a la ayuda recibida en la revolución francesa y por la que decidieron que su hijo Jean Tuyaerts fuera a la Sorbona.

## Obra
Su poesía está marcada por el amor a la naturaleza y a sus raíces campesinas. Muy pronto, escribió poemas bucólicos alentada por Verhaeren, de cuando visitaba a sus sobrinas durante sus vacaciones en  Bornem. Su primer poemario, Missembourg aparece en 1918. En 1930, se vuelca en la escritura y publica la Comtesse des digues, su primera y más célebre novela, cuya protagonista era una amiga de la escritora. 
Además, por su afinidad con Flandes, tradujo a muchos escritores flamencos y neerlandeses al francés como Frans Verschoren, Marcel Matthijs, los holandeses Arthur van Schendel, Jan de Hartog…
Marie Gevers fue  la primera mujer en la Real Academia de la lengua y de la literatura francesas de Bélgica, en 1938. En 1961, recibió el Gran Premios quinquenal de literatura francesa. A partir de 1958, fue miembro de la Bayerische Akademie der schönen Künste de Múnich. Es madre del escritor y dramaturgo Paul Willems.